# Salomon Kohn (Rabbiner)
Meschullam Salomon Kohn
(משולם זלמן הכהן, geboren 1739 in Rawitsch, Provinz Posen; gestorben am 17. Dezember 1819 in Fürth, Mittelfranken) war ein orthodoxer Oberrabbiner in Fürth.

## Leben
Er war der Sohn des Salman Kohn und dessen zweiter Ehefrau Channa. Als dreijähriges Waisenkind wurde er von seiner Mutter „zur Thora bestimmt“.
Kohn war zunächst Rabbiner mehrerer jüdischer Gemeinden in Polen. Von 1789 bis zu seinem Tod (1819) war er Oberrabbiner und Vorsitzender des Rabbinatsgericht in Fürth. Zu seiner Zeit war er recht bedeutend, sein Rat und seine Auslegung von Talmud und Tora wurden unter den Juden Europas geschätzt. Die Bedeutung seiner Person wird durch die Abbildung seines Brustbildes auf einem Porzellan-Pfeifenkopf aus dem Jahr 1820 deutlich. Außerdem war er bis ins hohe Alter der Leiter einer bekannten Jeschiwa. Zu seinen Schülern gehörte u. a. der spätere Rabbiner Wolf Hamburg, der auch sein Nachfolger als letzter Leiter dieser Talmud- und Thora-Schule wurde.

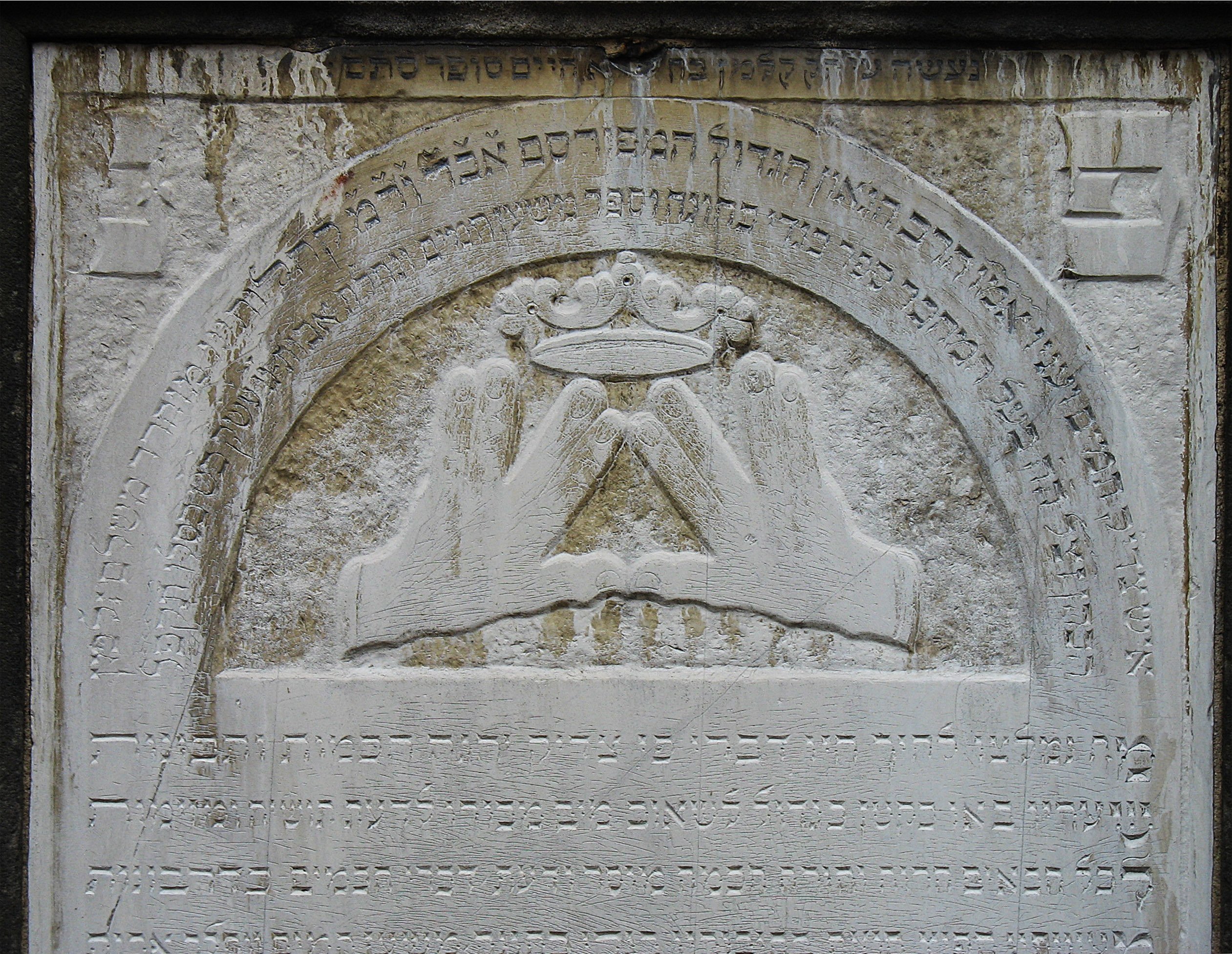
Grabstein des Oberrabbiners Salomon Kohn

Kohn stand als Verfechter des orthodoxen Judentums jeglicher Veränderung oder gar dem Reformjudentum ablehnend gegenüber. Mit seinem Tod gab es eine Zäsur in der Fürther Gemeinde, denn ihm folgte als erster liberaler Rabbiner sein eigener Schüler Isaak Loewi (1801–1873).
Er war seit 1778 verheiratet mit Debora (??–1844), die nach Kohns Tod von der jüdischen Gemeinde in Fürth eine Pension von 100 Gulden und freie Wohnung oder statt dieser weitere 25 Gulden erhielt. Das Ehepaar hatte drei Söhne und zwei Töchter.
Sein Grab auf dem alten jüdischen Friedhof in Fürth hat die Schändung durch die Nazis überstanden und ist noch heute erhalten.